# Helen Varcoe
Helen Gradwell Varcoe, coniugata Nicholls (Croydon, 18 febbraio 1907 – Truro, 7 maggio 1995), è stata una nuotatrice britannica.
Specializzata nello stile libero ha vinto la medaglia di bronzo nella staffetta 4 × 100 m sl ai Giochi olimpici di Los Angeles 1932.

## Palmarès
- Olimpiadi
  - Los Angeles 1932: bronzo nella staffetta 4 × 100 m sl.